# Almansa
Almansa ist eine Stadt und eine Gemeinde (municipio) mit 24.281 Einwohnern (Stand: 2024) im Norden der Provinz Albacete in der Autonomen Region Kastilien-La Mancha. Der Name Almansa leitet sich vom arabischen Begriff المنصف (al-manṣaf = „halber Weg“) ab. Der Ort lag an der Ruta de la Lana, einem ehemals wichtigen Handels- und Pilgerweg.

## Lage und Klima
Almansa liegt etwa auf halbem Weg zwischen den Städten Valencia und Murcia in einer Höhe von 695 m. Das Klima im Winter ist gemäßigt, im Sommer dagegen warm bis heiß; die eher geringen Niederschlagsmengen (ca. 435 mm/Jahr) fallen – mit Ausnahme der nahezu regenlosen Sommermonate – verteilt übers ganze Jahr.

## Bevölkerungsentwicklung
| Jahr      | 1857  | 1900   | 1950   | 2000   | 2019   |
| Einwohner | 9.357 | 11.180 | 15.990 | 23.775 | 24.419 |

Aufgrund der Mechanisierung der Landwirtschaft, der Aufgabe bäuerlicher Kleinbetriebe und des daraus resultierenden Verlusts von Arbeitsplätzen in den umliegenden Regionen ist die Einwohnerzahl der Gemeinde seit der Mitte des 19. Jahrhunderts stetig angewachsen.

## Wirtschaft
Auch wegen der Höhenlage des Ortes basierte die Wirtschaft jahrhundertelang im Wesentlichen auf Selbstversorgung. Ackerbau war in der gebirgigen und felsigen Landschaft nur sehr eingeschränkt möglich; man widmete sich deshalb vorrangig der Viehwirtschaft, deren haltbare Produkte (Käse, Würste, Wolle und Tierhäute) von fahrenden Händlern aufgekauft und weiterverhandelt wurden. Heute ist das Weinbaugebiet Almansa als D.O. (Denominación de Origen) klassifiziert.

## Geschichte
Erste Siedlungsspuren in der Nähe der Stadt stammen aus dem 2. Jahrtausend vor Christus. Während der römischen Herrschaft lag die Stadt in der Nähe der Via Augusta. 
Vom 8. Jahrhundert an bis zum Jahr 1243 befand sich die Stadt unter muslimischer Herrschaft; zuletzt gehörte die Stadt zum Kleinkönigreich (taifa) von Murcia. Nach der Rückeroberung (reconquista) wurde im Vertrag von Almizra (1244) die künftige Zugehörigkeit des Gebiets zu Kastilien (und nicht zu Aragón) festgelegt. In der Nähe von Almansa fand am 25. April 1707 während des spanischen Erbfolgekrieges die Schlacht bei Almansa statt.

## Sehenswürdigkeiten
Der historische Ortskern von Almansa wurde im Jahr 1982 als Conjunto histórico-artístico klassifiziert.
- Das imposante Castillo de Almansa ist eine Festungsanlage aus dem 14. Jahrhundert. Der Bau gehörte zur Grundherrschaft (señorio) von Villena und entstand auf Betreiben des Infanten Juan Manuel.
- Die Iglesia Arciprestal de la Asunción entstammt dem 16. Jahrhundert
- Der Palacio de los Condes de Cirat entstand im 16. Jahrhundert.
- Die Iglesia del Convento de los Franciscanos wurde im 17. Jahrhundert errichtet.
- Die Iglesia del Convento de las Agustinas wurde im frühen 18. Jahrhundert erbaut.

Umgebung
- Das ca. 14 km westlich der Stadt gelegene Santuario de Belén existierte wohl schon im 11. Jahrhundert. Der heutige Komplex entstammt dem 17./18. Jahrhundert.

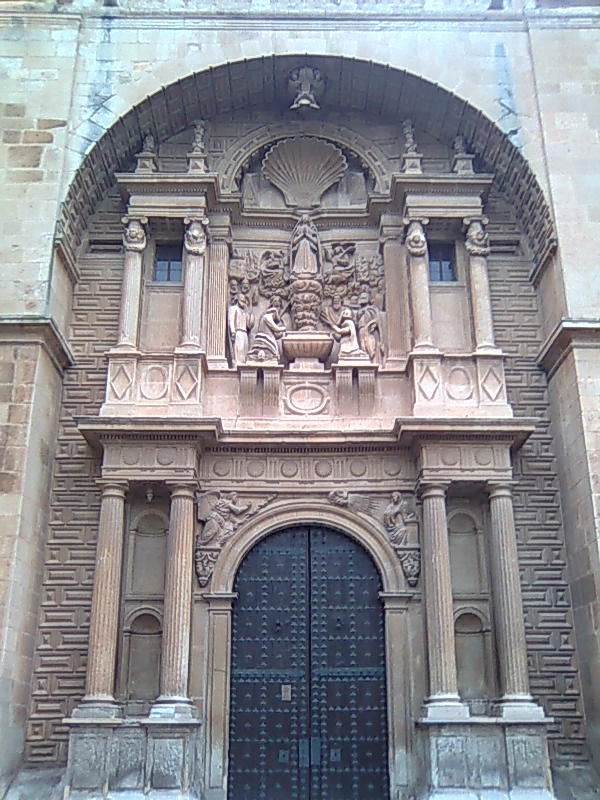
Maria Himmelfahrtskirche
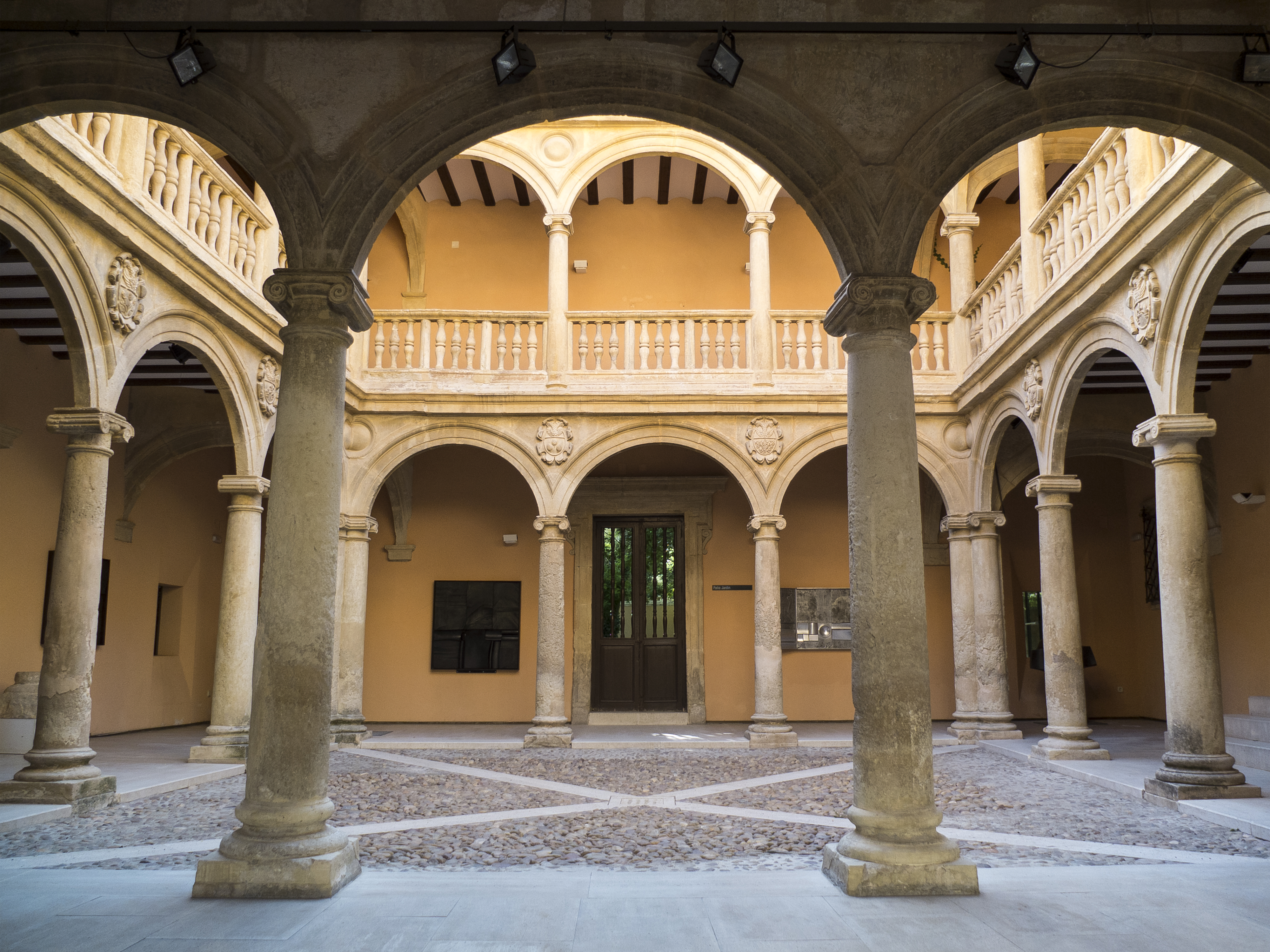
Palacio de los Condes de Cirat
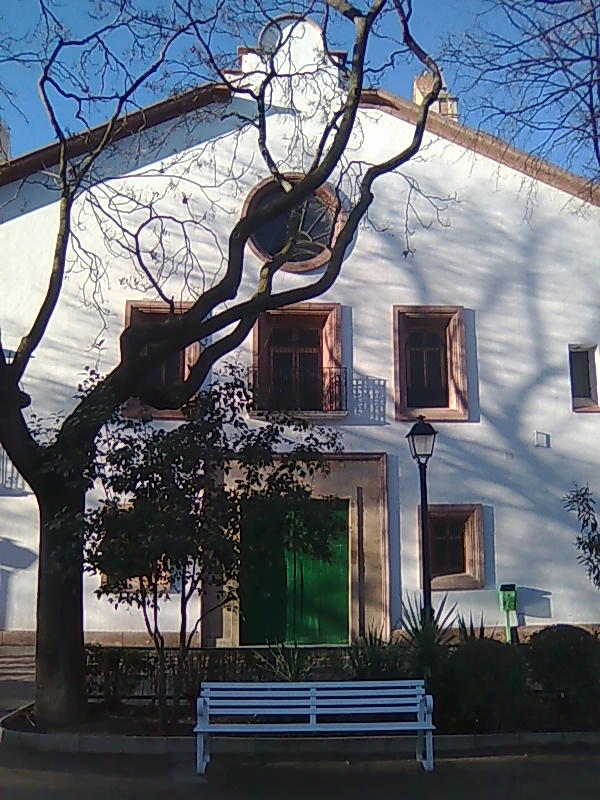
Franziskanerkirche
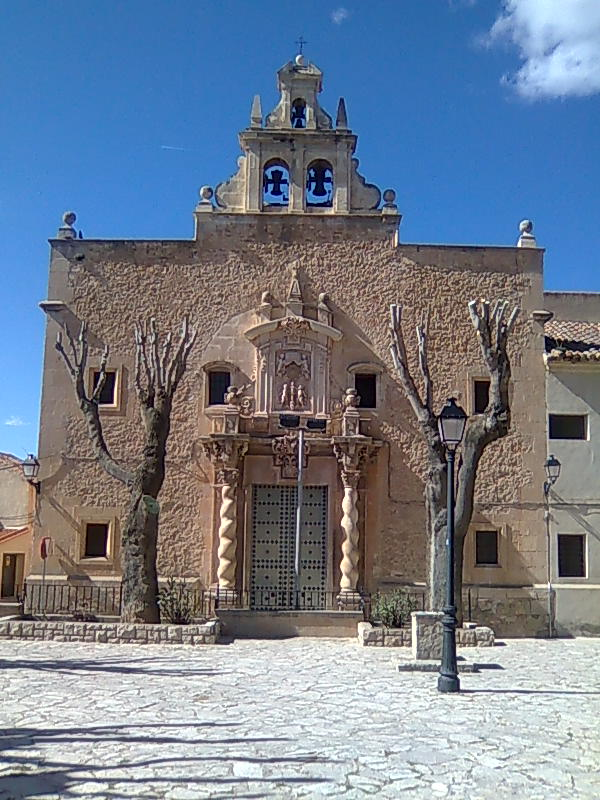
Kirche der Augustinerinnen
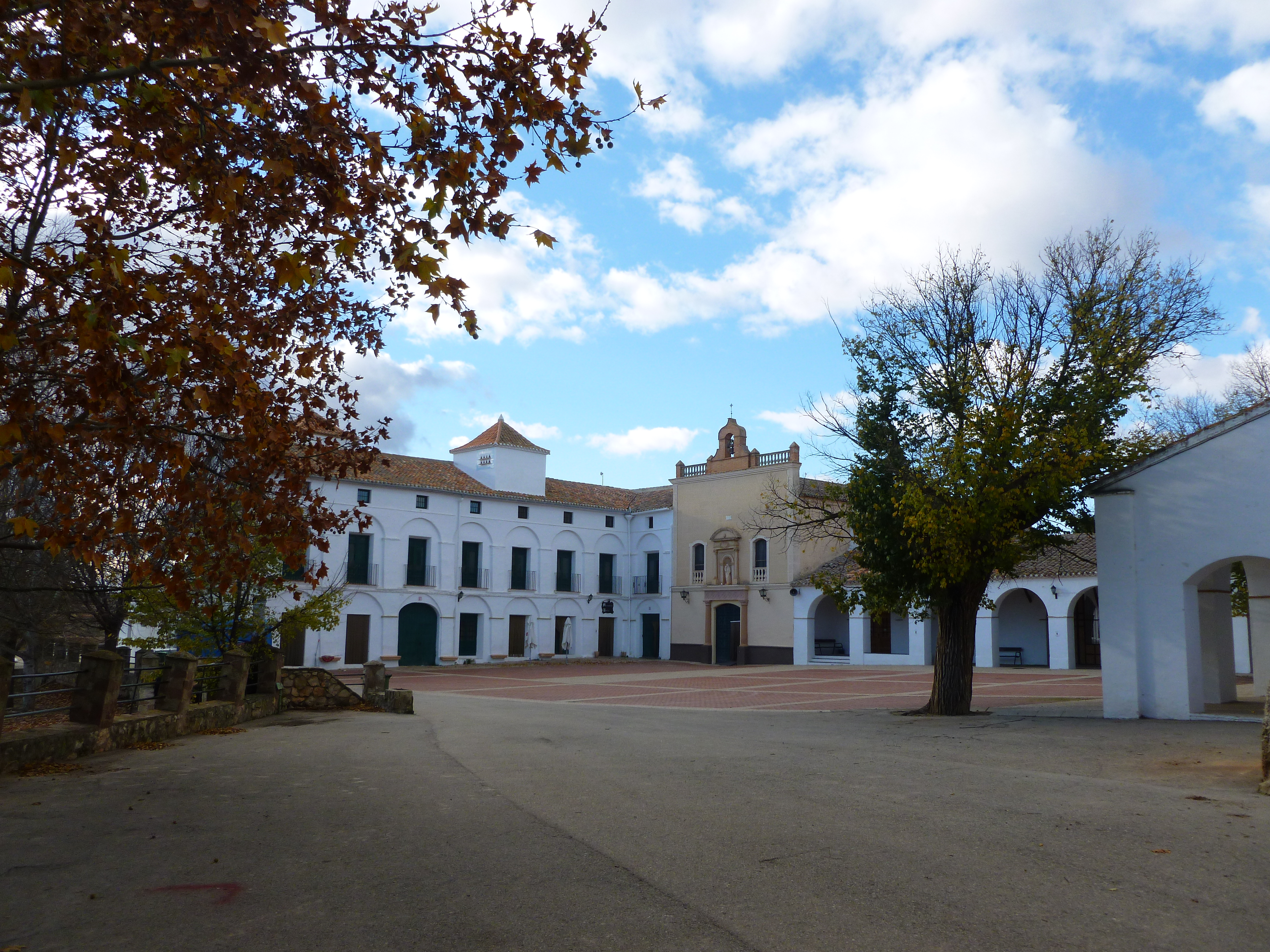
Santuario de Belén

## Städtepartnerschaften
- Scandiano, Italien
- Saint-Médard-en-Jalles, Frankreich
- Lymington, Großbritannien
- La Gouira, Westsahara

## Persönlichkeiten
- Santiago Bernabéu (1895–1978), spanischer Fußballspieler und -funktionär
- José Delicado Baeza (1927–2014), Erzbischof von Valladolid
- Alicia Giménez Bartlett (* 1951), spanische Schriftstellerin
- Belén Garijo (* 1960), spanische Pharma-Managerin